# Óscar Panno
Óscar Roberto Panno (né le 17 mars 1935 à Buenos Aires) est joueur d'échecs argentin.
Panno fut le premier grand maître international du jeu d'échecs né en Amérique du Sud et remporta le championnat du monde d'échecs junior en 1953, ainsi que le championnat national d'Argentine pour la première fois la même année.

## Carrière

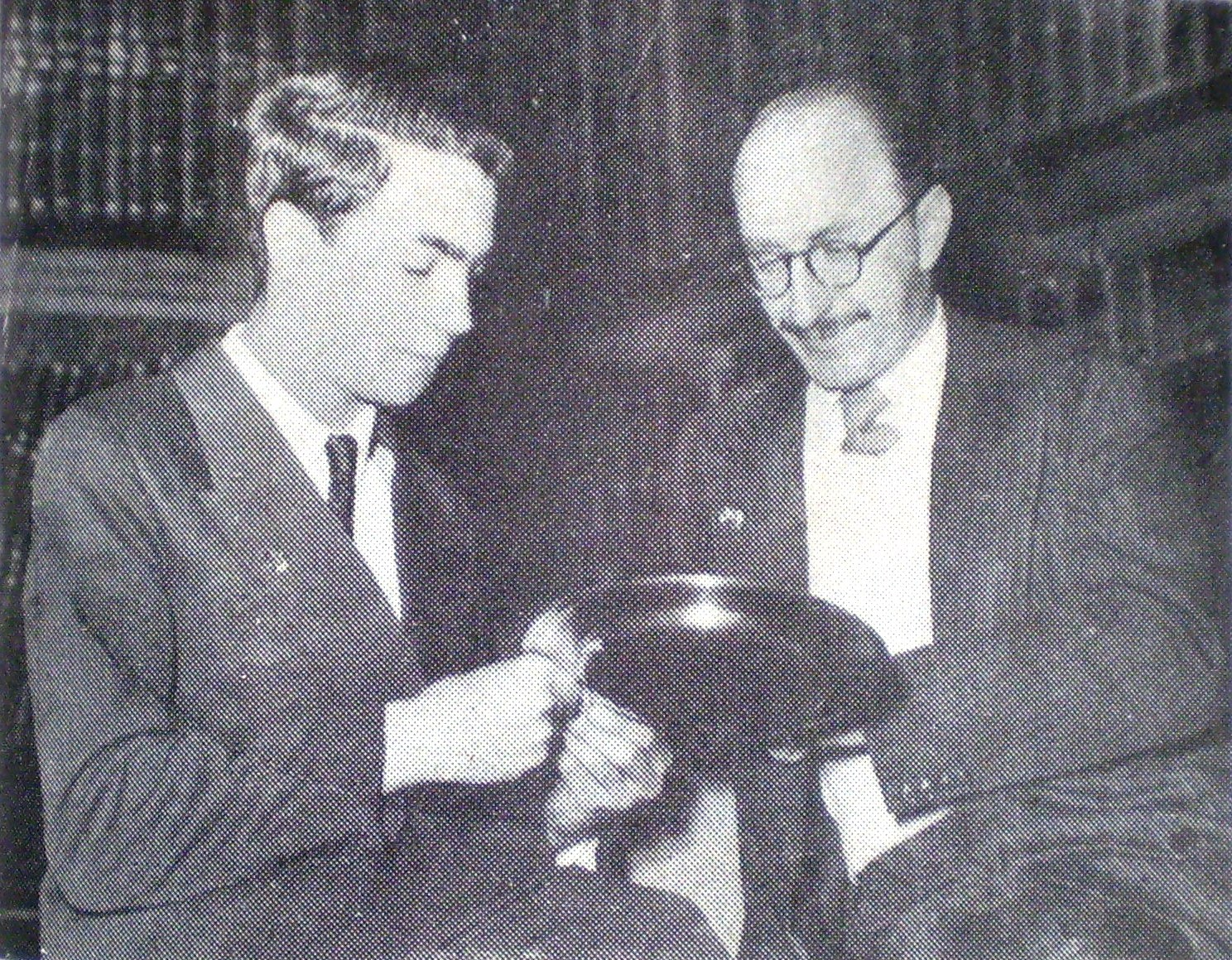
Oscar Panno (à gauche) avec Julio Bolbochán

Oscar Panno devient champion d'Argentine en 1953, la même année où il remporte le titre de champion du monde des moins de 20 ans. Il devient grand maître international à l'âge de 20 ans en 1955 ; cette même année, il termine 3ème du tournoi interzonal de Göteborg. Il est le premier joueur d'échecs de très haut niveau né en Amérique du Sud ; il sera titré champion d'Argentine encore trois fois en 1975, 1985 et 1992. Il avait un classement Elo de 2 585 points au sommet de sa carrière en 1973, et fut classé dans les vingt meilleurs joueurs du monde en 1973 et en 1978 (avec 2 580 points).
Il a gagné deux fois le tournoi d'échecs prestigieux de Palma de Majorque : en 1971 ex æquo et en 1972 ex æquo. Panno fut aussi 1er ex æquo au tournoi Open renommé à Lone Pine en 1977.
Panno a signé plusieurs succès en tournoi à Mar del Plata. Il y remporte le tournoi international en 1954 et 1969 (avec Mikhaïl Tal), et le tournoi open en 1986, 1988 et 1994. 
En 2006, une résolution du Congrès de la Nation argentine lui attribue le titre de « personnalité extraordinaire de la culture argentine ».
Il était encore actif en 2008, finissant 3e au mémorial Bobby Fischer de Villa Martelli (Argentine).

## Apport à la théorie des ouvertures
Oscar Panno a donné son nom à deux variantes de la défense est-indienne :
- la variante Panno du système de fianchetto, avec les Noirs[2] : 1. d4 Cf6 2. c4 g6 3. Cc3 Fg7 4. Cf3 d6 5. g3 0–0 6. Fg2 Cc6 7. 0–0 a6
- la variante Panno du système Sämisch : 1. d4 Cf6 2. c4 g6 3. Cc3 Fg7 4. e4 d6 5. f3 0–0 6. Fe3 Cc6.